# Marina Chinchilla Gómez
Marina Chinchilla Gómez és, des de gener de 2007, Directora adjunta d'Administració del Museu del Prado.

## Biografia professional[calcitació]
Chinchilla Gómez va cursar els estudis a la Universitat Autònoma de Madrid on, el 1984, va obtenir la llicenciatura en Filosofia i Lletres, Secció Prehistòria i Arqueologia. Cinc anys més tard, el 1989, va ingressar per oposició en el Cos Facultatiu de Conservadors de Museus.1 Al 1990 va rebre el seu nomenament com Tècnic Superior de Museus en Direcció de Museus Estatals del Ministeri de Cultura. L'any 1995 és nomenada Cap de Servei de Fons Museogràfics de la Sotsdirecció General de Museus Estatals i el 1996 Sotsdirectora General de Promoció de les Belles Arts.
Ha desenvolupat una activitat docent, que va iniciar entre els anys 1990 i 1996 al camp de la museologia, com a professora de la Fundació Universitària San Pablo CEU, dirigint i participant en diferents Màsters de Museologia i Museografia organitzats per Institucions públiques i privades.2 
Una altra faceta de la seva activitat professional és la recerca i difusió, havent publicat diversos articles en revistes especialitzades i en obres col·lectives.

### Museu Arqueològic
Des del 24 de juny de 1999 fins al 14 de juny de 2000 va ser directora del Museu Arqueològic Nacional d'Espanya. Des que va arribar al museu «es respirava un esperit de canvi» no només pel que fa a les necessàries obres de reformes:
| « | ...sinó del desig de projectar un nou Museu, obert, actiu, amable, actual, dinàmic... | » |

Durant l'any que va ser al capdavant del Museu Arqueològic Nacional d'Espanya es va presentar un informe encaminat a aconseguir el suport per part de l'Administració a l'impuls de modernització del museu. Al full de ruta es va elaborar el pla d'urgències i es va concebre el pla de renovació integral que es va portar a terme durant els següents anys en els quals Marina ja no era directora, però va continuar col·laborant com a responsable al capdavant de la Sotsdirecció General de Museus Estatals. 
| « | ... junt amb l'elaboració de tots dos plans, la posada en marxa del procés de modernització va ser possible gràcies a la implicació del personal del Museu entre els anys 1999 i 2000, una intensa activitat recollida en les corresponents Memòries Anuals, els millors testimonis del treball d'aquests anys. | » |

### Museu del Prado
El juny de 2000 és nomenada Sotsdirectora General de Museus Estatals de la Direcció General de Belles Arts i Béns Culturals del Ministeri de Cultura, càrrec que exerceix fins a gener de 2007. En aquesta data s'incorpora al Museu del Prado que estava en la fase final del procés de reforma, la fase prèvia al dia 30 de novembre, data de la inauguració. Marina es va incorporar a aquest: 
| « | Un altre Prado, simplement per ésser el no públic, el fet que el visitant no veu, ni coneix a la seva visita diària al Museu. Aquest Prado, és el que ha desenvolupat en aquests anys i especialment en aquests últims mesos tots aquests treballs que fan un Museu, que ho fan visitable i ho doten de vida pública i transformen el simple contenidor en un receptor de visitants, i la seu de les col·leccions. | » |